# Неаполітанська ліра
Неаполітанська ліра — грошова одиниця материкової частини Королівства Обох Сицилій, що було відоме як наполеонівське Неаполітанське королівство, що існувало в 1806—1815 роках. Нова, тепер десяткова розрахункова одиниця «ліра» була введена указом від 19 травня 1811 року, а монети карбувалися між 1812 і 1815 роками.

## Історія
Король Обох Сицилій Йоахім Мюрат в 1811 році впровадив в королівстві нову розрахункову монетну одиницю — десяткову ліру. Оскільки Мюрат фактично контролював лише материкову частину держави — Неаполітанське королівство, ця грошова одиниця стала відома як «неаполітанська ліра». Вона ділилася на 100 чентезімо і прирівнювалася до наполеонівської італійської ліри (введеної Наполеоном в Італійському королівстві у північній Італії) і французького франка.
Після реставрації Бурбонів замінена піастром.

## Монети
Випускалися монети номіналом 3, 5 і 10 чентезімо, а також у ½, 1, 2, 5, 20 і 40 лір. Чентезімо карбувалися з бронзи, монети номіналом від ½ до 5 лір — зі срібла, більшого номіналу — із золота. На всіх монетах був профіль Мюрата та прийняте ним італійське ім'я «Gioacchino Napoleone».